# Сахалинский регион Дальневосточной железной дороги
Сахали́нский регио́н Дальневосто́чной желе́зной доро́ги — один из регионов обслуживания Дальневосточной железной дороги, эксплуатирующий большую часть железных дорог острова Сахалин. Железная дорога в основном проходит с юга на север по восточному побережью острова.
Дорога характеризуется особым климатом (периоды муссонов, снежные заносы), тяжелым профилем. Проблемы создает оторванность от материка. До 2019 года при транспортировке грузов требовалась смена вагонных тележек. Все эти обстоятельства делают себестоимость перевозки грузов по дороге более высокой по сравнению с материковой сетью железных дорог, причём разница в себестоимости достигала 10 раз.
Первоначально на острове сохранялась колея 1067 мм, с 2003 года по 2020 год она была перешита на всех направлениях на общероссийский стандарт 1520 мм. 31 июля 2020 года РЖД завершило перевод железнодорожных путей на Сахалине на колею 1520 мм — открылось железнодорожное движение на участке «Холмск — Шахта». 1 октября 2020 года стартовала перешивка последнего участка колеи 1067 мм Холмск — Чёртов мост. С 1 мая 2021 года на этом участке открыто движение по выходным и праздничным дням, а позднее поезда стали ходить ежедневно.
Дорога, в силу своего островного расположения стала второй в России физически изолированной сетью колеи 1520 мм, подобно Норильской железной дороге, но имеет связь с материком посредством паромной переправы Ванино — Холмск.

## История дороги
Первая узкоколейка появилась на Сахалине в конце 1880-х годов. По ней между постом Александровский и пристанью доставлялся уголь и другие грузы. В 1890-е между постом Александровский и селением Михайловка проложили ещё одну узкоколейку, по которой, кроме грузов, перевозили также пассажиров. Тяговой силой при этом были каторжники. Впоследствии дорога была демонтирована.

### Японский период
Строительство железных дорог на острове Сахалин началось японцами после русско-японской войны 1904—1905 годов, когда в результате заключения Портсмутского договора южная часть Сахалина, до 50-й параллели, отошла к Японии. При этом основное строительство шло с использованием колеи 1067 мм, принятой в то время в Японии как основной.
В июне 1906 года железнодорожный батальон японской армии в составе 3 офицеров, 102 нижних чинов и 500 чернорабочих начал строительство полевой железной дороги между Отомари (Корсаков) — Тоёхара (Южно-Сахалинск) протяженностью 42,5 км и шириной колеи 600 мм. Она была построена всего за 60 дней. В апреле 1907 года дорога была передана от военных в распоряжение губернаторства Карафуто. В дальнейшем она была продлена (до Пороантомари, ныне южная часть порта Корсаков) и модернизирована (часть линии перенесена ближе к берегу и к 1915 году вся она перешита на стандартную японскую колею — 1067 мм).
В 1911 году была построена линия Тоёхара (Южно-Сахалинск) — Сакаэхама (Стародубское) протяжённостью 53,5 км и соединена с уже действующим участком Тоёхара — Отомари, что увеличило полную длину дороги до 99,6 км. С мая 1913 по апрель 1914 была построена дорога на участке Канума (Новоалександровка) — Каваками (Синегорск) длиной 21,9 км. Главной задачей этого периода строительства, по мнению А. И. Костанова, было «создание оптимальных условий для скорейшего заселения южной части Сахалина японскими колонистами и эффективного освоения разнообразных природных ресурсов».
В 1917 году японский парламент утвердил пятилетний план строительства железных дорог на территории губернаторства Карафуто. В период 1918—1921 гг. железнодорожной линией были связаны Хонто (Невельск) — Маока (Холмск) — Нода (Чехов) — Томариору (Томари). В 1937 году западная линия была продлена до станции Куссюнай (Ильинск) и таким образом организовано движение по всему юго-западному побережью длиной 170,1 км от Хонто до Куссюная. Эту линию планировалось продолжить на север на 144 км до Эсутору (Углегорск), но завершению проекта помешала Вторая мировая война.
Для соединения западной и восточной линий рассматривалось два варианта: от Кайдзука через Таранай до Хонто и от Тоёхара до Маока (Холмск). Оба варианта имели достоинства и недостатки: первый был проще и дешевле, второй имел лучшие перспективы, поскольку соединял административный центр губернаторства с крупным портом. В конечном итоге был выбран второй вариант, что предопределило в будущем масштабное развитие Холмска. Соединительная дорога длиной 83,9 км была завершена в сентябре 1928 года После этого основные усилия по строительству были направлены для прокладки восточной линии дальше на север.
С 1926 года частная компания «Оодзи Фудзи», которая занималась перевозкой бумаги и целлюлозы, строила железную дорогу длиной 170,5 км между городами Отиай (Долинск) и Сиритори (Макаров), а затем ещё 75 км этой же линии от Сиритори до города Сикука (Поронайск). В 1941 году участок протяженностью 245,5 км от Отиай до Сикука был выкуплен государством. В том же году она была достроена в северном направлении на 21,7 км от города Сикука до станции Фуридо (Олень). После этого общая протяженность восточной линии составила 352 км.
В ходе политики интеграции Карафуто как колонии в состав собственно Японии в рамках решения кабинета министров от 11 сентября 1942 года в 1943 году железные дороги Карафуто общей протяженностью 643 км перешли в непосредственное ведение Министерства железнодорожного транспорта Японии. Кроме государственных железных дорог, на Карафуто были построены для собственных нужд по грузоперевозкам ряд частных железнодорожных линий, в частности Императорская топливно-промышленная линия Хонто — Найхоро (Горнозаводск) — 16,3 км; Отани (Сокол) — Хигаси-Найбути (Углезаводск) — 23,2 км; Симба (Дачное) — Рудака (Анива) — 18,6 км и другие. В некоторых промышленных районах Карафуто действовали технологические железнодорожные участки, не связанные с магистральными линиями государственных железных дорог.
Для строительных работ в Сахалине японские частные фирмы широко использовали принудительный труд привезенных обманом корейских и китайских рабочих. С этой практикой связан термин «такобэя» (камера, барак, общежитие, где на положении заключенных жили такие рабочие).
За 40 лет в составе Японии на острове было построено более 700 километров государственных железных дорог. На железнодорожном транспорте Карафуто работало почти 7000 человек. Дорога имела 127 станций, 6 основных и 9 оборотных депо. К 1945 году на протяжении всего пути было более 24 тоннеля, 618 мостов и сотни других сооружений. За 1943—1945 годы Управление железных дорог Карафуто получало ежегодно около 13 млн иен валового дохода, из которых 6,87 млн иен давали пассажирские перевозки и 5,91 млн иен — грузоперевозки.
Кроме строительства в южной части острова, в период оккупации северной части Сахалина японцы построили к середине 1922 года узкоколейную железную дорогу от Тымовского округа до села Корсаковка под Александровском протяженностью около 70 км. Кроме этого, до 1925 года было проложено несколько технологических линий на северном и северо-западном побережье. После передачи северной части острова СССР они были заброшены.

### Советский период
Решение СНК СССР о начале строительства на Северном Сахалине железной дороги было принято 1 января 1930 года. Однако денег на этот проект не хватило. В итоге проект свелся к строительству одной ветки Оха — Москальво в 13 раз короче исходного варианта. Из-за плохого снабжения и срыва сроков строительства железнодорожная линия Оха — Москальво была принята во временную эксплуатацию в 1932 году недостроенной. Дорога имела протяженность 41 км одноколейного пути и ширину 1524 мм. Длина главного пути составляла 34,5 км. Кроме конечных станций Оха — Москальво, линия имела два остановочных пункта: Лагури (в 15 км от Охи), где располагался второй объездной путь, длиной 276 м и «28-й километр» с погрузочно-разгрузочным тупиком длиной 400 м.
Также в 1933 году была сделана попытка восстановить заброшенную японскую узкоколейку, которую называли «дековилькой», на конной тяге. 11 августа 1937 года бюро Сахалинского обкома ВКП(б) приняло постановление «О строительстве магистральной железнодорожной линии Оха — Александровск», но оно осталось только на бумаге. В конце мая 1941 года Сахалинский обком ВКП(б) и облисполком в очередной раз обратились в Хабаровск с докладной запиской о необходимости строительства порта и железной дороги Александровск — Погиби — Оха, но с началом Великой Отечественной войны она осталась без реагирования.
6 августа 1942 года бюро Сахалинского обкома ВКП(б) приняло постановление «О строительстве железной дороги Александровск — Дербинск». К строительству были привлечены заключенные. Сроки проектирования и строительства были сорваны. Вместо 1 декабря 1942 года пуск первой очереди состоялся только в июле 1944 года. Узкоколейка, получившая официальное название «Военно-полевая дорога № 5», после окончания войны была заброшена.
После окончания Второй мировой войны и вхождения всего Сахалина в состав СССР железные дороги Южного Сахалина были национализированы и переданы в состав НКПС СССР в феврале 1946 года. Южно-Сахалинская дорога подчинялась Дальневосточному железнодорожному округу с управлением в Хабаровске. В 1947 году населенные пункты и станции железной дороги были переименованы. После создания Сахалинской области Северо-Сахалинская дорога была передана в ведение Южно-Сахалинской. Однако ввиду географической обособленности линия Оха — Москальво была передана впоследствии на баланс объединения «Сахалиннефть». В основном ремонт паровозов и вагонов осуществлялся на Южно-Сахалинском паровозовагоноремонтном заводе. Кроме материально-технических, были также серьёзные кадровые проблемы, поскольку на начало 1946 года японцы, не владеющие в большинстве русским языком, составляли 95 % личного состава дороги. Репатриация японцев и замена кадров завершилась к концу 1948 года. Было продолжено строительство пути шириной 1067 миллиметров.

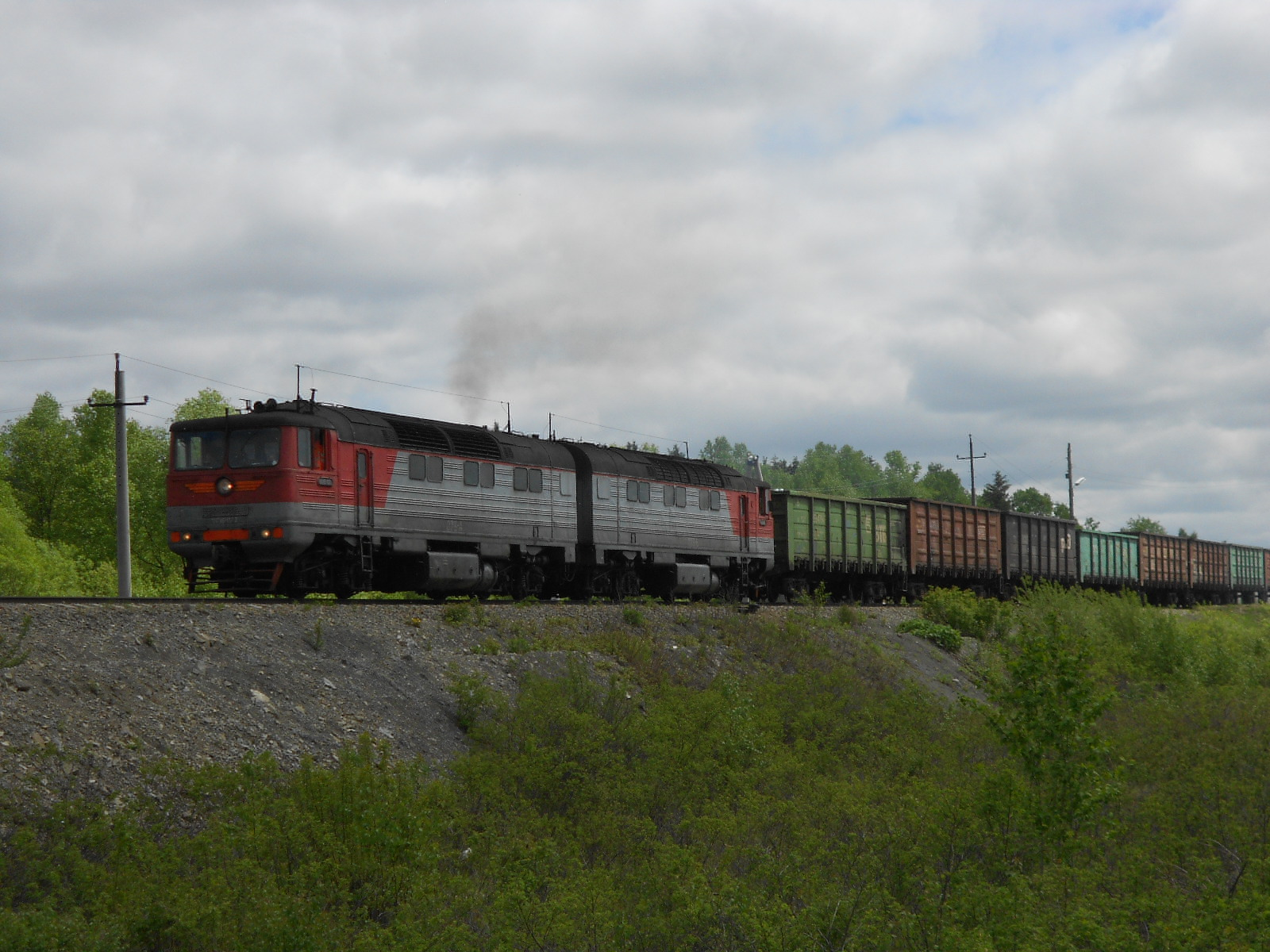
ТГ16 были основными тепловозами на Сахалинской железной дороге с 1970-х до конца 2010-х

В 1960-е годы на железной дороге совершенствовалась техника и путевое хозяйство. Это позволило в 1963 году впервые получить прибыль от перевозок грузов и пассажиров. На конец 1965 года Южно-Сахалинское отделение ДВЖД имело в своем составе 26 производственных подразделений: 3 участка тяги и подвижного состава (Южно-Сахалинский, Холмский, Поронайский), объединявшие локомотивное, вагонное и энергетическое хозяйства; 3 дистанции пути и сооружений и другие.
В 1953 году было закончено строительство узкоколейной дороги Оха — Катангли протяженностью 248 км. С 1950 до 1974 года строилась линия Победино — Ныш. Участок Ныш — Ноглики был принят в эксплуатацию в 1979 году. С 1967 по 1971 построена линия Арсентьевка — Ильинск. Первая очередь паромной переправы Ванино — Холмск появилась в 1973 году, вторая — в 1983.
В советское время железные дороги Сахалина перевозили в основном уголь, лесные и минеральные строительные грузы, бумагу, картон и рыбу. Крупными центрами перевалки с морским транспортом были Корсаков, Холмск, Москальво, Углегорск. К 1975 году грузооборот Южно-Сахалинского отделения ДВЖД возрос в 7 раз по сравнению с 1946 годом; средняя масса грузового поезда за этот же период увеличилась в 3 раза; производительность труда в перевозочной работе — в 5,5 раза; скорость движения поездов — в 1,5 раза. К началу 1990-х эксплуатационная длина сахалинской железной дороги составляла 1072 км.
Нереализованные проекты:
- 1946—1950 — Союзтранспроектом был подготовлен план реконструкции и развития тогдашней Южно-Сахалинской железной дороги. Планировались к строительству линии Ильинск — Углегорск — Лесогорск, Ильинск — Арсентьевка, Тымовск — Александровск-Сахалинский — Агнево, Победино — Тымовск — Ноглики — Оха. Этот план был реализован лишь частично:
  - Линия Ильинск — Углегорск — Лесогорск так и не была построена.
  - Линия Тымовск — Александровск-Сахалинский — Агнево была построена на колее 750 мм. В Тымовске планировалось соединить её с участком Победино — Оха путём постройки моста, но мост построен не был. В 1960-е линия была разобрана.
  - Участок Победино — Тымовск открыт для движения поездов в 1975 году, к 1979 году линия доведена до Ногликов. Перешивка УЖД Ноглики — Оха не была произведена, сама УЖД была полностью разобрана к 2007 году.
  - Линия Ильинск — Арсентьевка открыта в 1971 году.
- 1986—1990 — планировалось продление основного хода (Корсаков — Ноглики) на север[32]. Рассматривалось два варианта:
  - Первый вариант — строительство линии Ноглики (по другим данным — Ныш) — Монги к нефтяному месторождению Монги. Проект рассматривался в 1986 году.
  - Второй вариант — перешивка УЖД Ноглики — Оха с последующей передачей из ведения «Сахалиннефти» Дальневосточной железной дороге. Планировалось осуществить перешивку в два этапа: в 1990—1993 годах участок Ноглики — Вал, в 1993—1998 годах — участок Вал — Оха. Проект рассматривался в 1987—1990 годах, к 1990 году было подготовлено его техническое обоснование. Реализация проекта прекращена с распадом СССР, к этому моменту были реконструированы всего два моста.
- Подъездные линии к проектировавшемуся Сахалинскому тоннелю. Имелось два варианта проекта линии: Победино — Погиби и Ныш — Селихин, варьировавшиеся во время рассмотрения проекта.

Карта железных дорог Сахалина с отметками дат открытия и закрытия

##### Список поездов Сахалинской железной дороги в 1980 году
Список поездов представляет исторический интерес из-за использования закрытой в 1990-х линии Южно-Сахалинск — Холмск.

###### Пассажирские
- Южно-Сахалинск — Поронайск — Ноглики, ночной Время в пути: 15,5 часов
- Южно-Сахалинск — Поронайск — Тымовск, дневной. Время в пути: 13 часов, шёл с большим числом остановок, с утра до вечера
- Южно-Сахалинск — Холмск — Томари. Время в пути: 5,5 часов, туда вечером, обратно утром.
- Южно-Сахалинск — Холмск — Невельск — Шахта-Сахалинская. Время в пути 4:20, туда днём, обратно вечером.
- Южно-Сахалинск — Холмск — Ильинск. В пути 7:40, туда ночной, обратно дневной.
- Южно-Сахалинск — Ильинск. 2 пары, в пути 3:10, утром и вечером. Моторные вагоны.
- Южно-Сахалинск — Поронайск. В пути 5:53, туда утром, обратно вечером. Моторные вагоны.

###### Пригородные
- Южно-Сахалинск — Синегорск, 3 пары — тепловоз в вагонами, 1 пара вечером — автомотриса.
- Южно-Сахалинск — Анива. 2 пары, в пути 1:10, автомотриса.
- Южно-Сахалинск — Стародубское. 3 пары, в пути 1:30, автомотриса.
- Южно-Сахалинск — Быков. 3 пары, в пути 1:30, моторные вагоны.
- Тымовск — Альба. 1 пара, тепловоз с общим вагоном.
- Южно-Сахалинск — Корсаков. В пути 55 минут. 3 пары в разные дни недели, автомотриса.
- Холмск-Северный — Чехов. 2 пары, тепловоз с вагонами.
- Холмск-Северный — Шебунино. 2 пары, автомотриса.
- Холмск-Северный — Шахта-Сахалинская. 2 пары, тепловоз с вагонами.

Станция Поронайск в то время находилась у современной автостанции, поезда проходили со сменой направления. Некоторые поезда от Южно-Сахалинска на север были объединены, и расцеплялись в пути следования.

### Постсоветский период и реконструкция
15 апреля 1992 года постановлением Совета Министров РСФСР по представлению Министерства путей сообщения СССР на базе сахалинского отделения Дальневосточной железной дороги была создана самостоятельная структура — Сахалинская железная дорога. Её начальником назначен А. Б. Васильев.
В 1995 году в систему Сахалинской железной дороги был включён Южно-Сахалинский тепловозоремонтный завод, ранее входивший в состав концерна «Росжелдормаш».

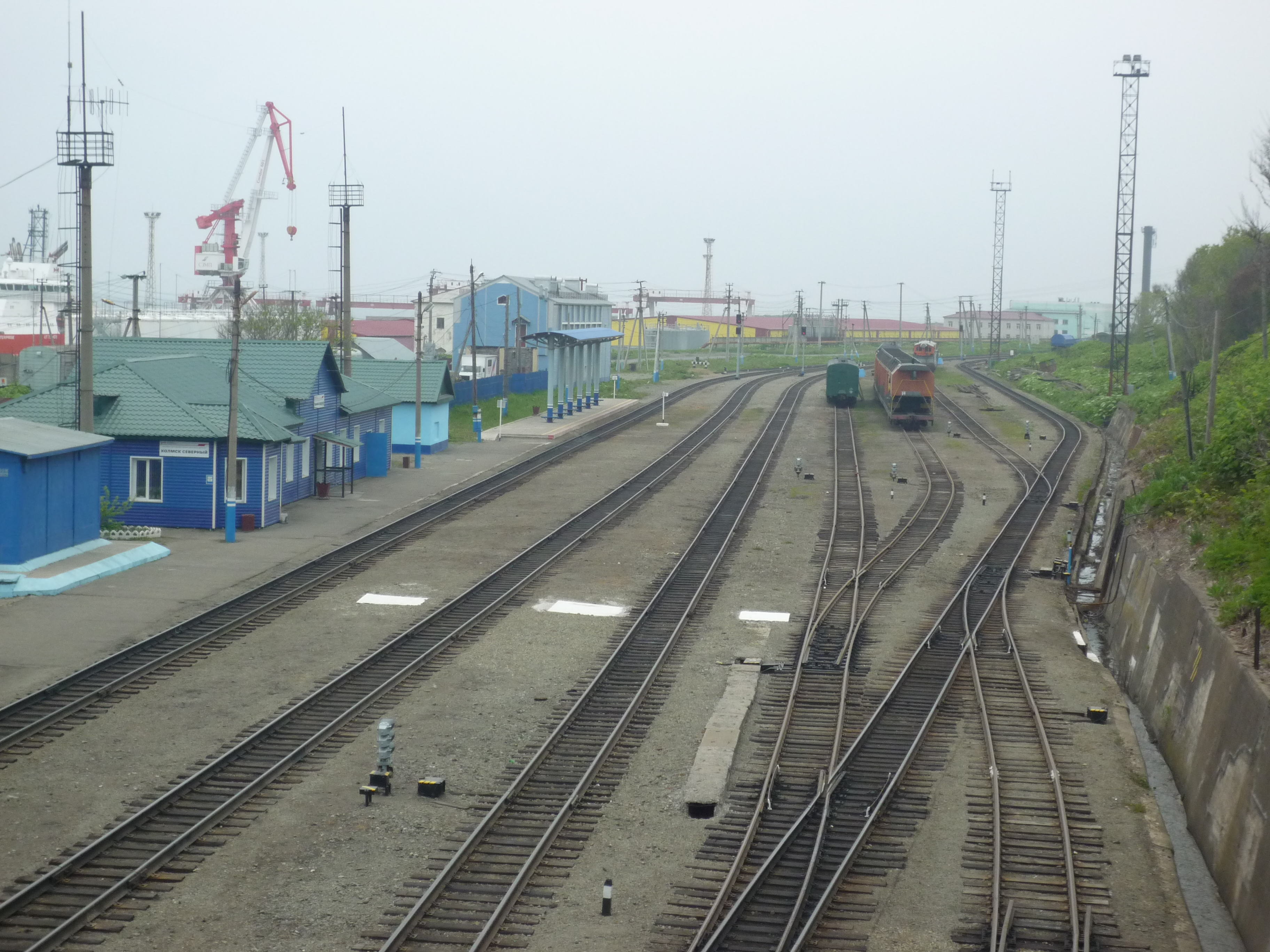
Пути 1067 мм на станции Холмск

Кризис в российской экономике привёл к массовому закрытию станций и выводу из эксплуатации малоиспользуемых и нерентабельных участков. На 2006 год длина действующей дороги составила 805 км. В значительной степени (233 км) произошло из-за закрытия и демонтажа участка Оха — Ноглики. Также были закрыты малоиспользуемые участки: Дачное — Анива, Долинск — Стародубское и другие. Практически прекращена эксплуатация участка Холмск — Южно-Сахалинск.
К концу 2006 года было завершено строительство линии волоконно-оптической связи вдоль Сахалинской железной дороги. В июне 2007 года компания Транстелеком завершила прокладку кабеля ВОЛС по дну Татарского пролива и подключила Сахалинскую железную дорогу к материку. Общая протяженность кабеля составила 214 км.
В мае 2010 года руководством ОАО «РЖД» принято решение о переходе с 1 октября 2010 года Сахалинской железной дороги в состав Дальневосточной.

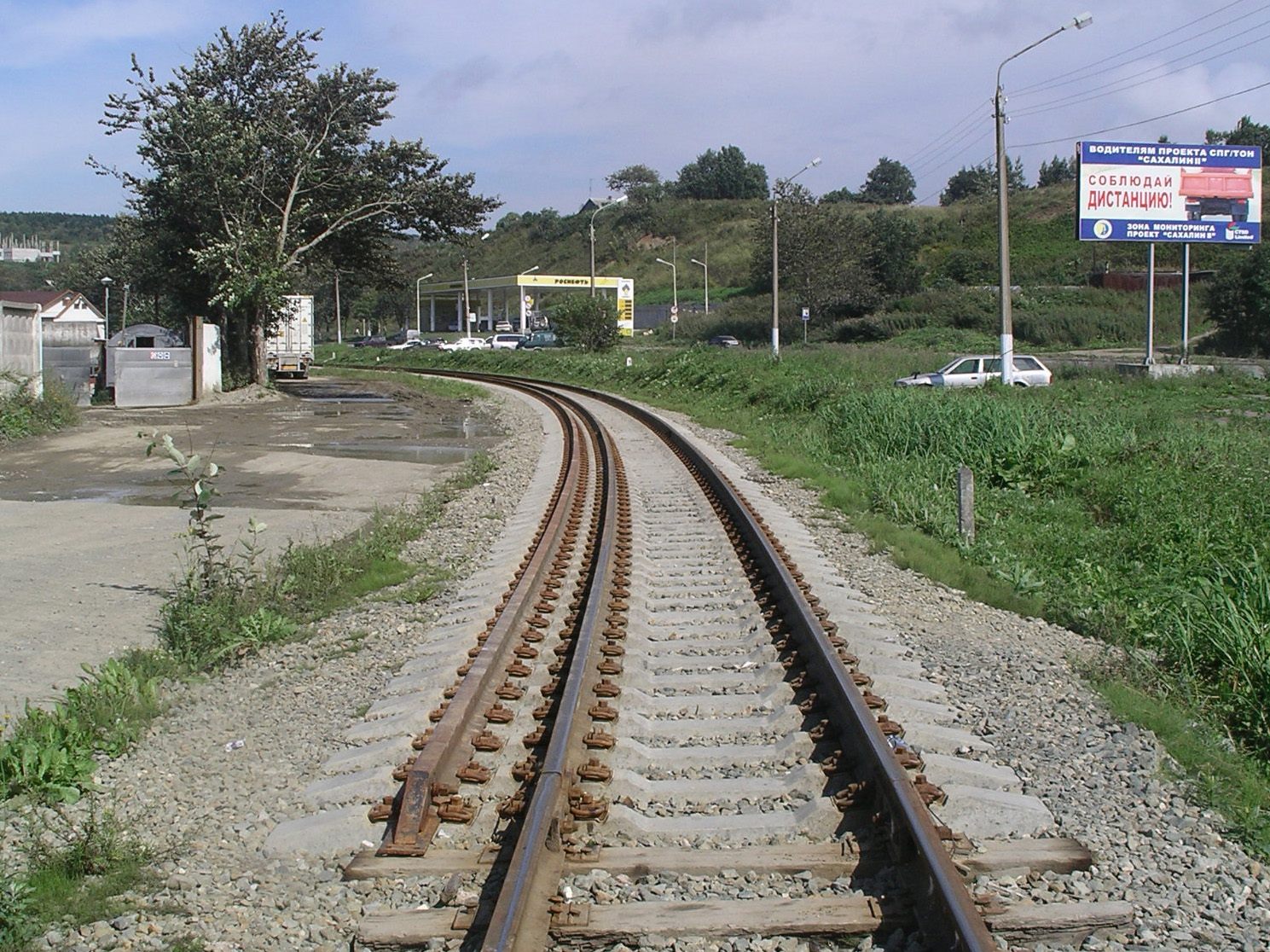
Перешивка пути с японской колеи на русскую (район Корсакова)

По решению ОАО «РЖД» с 2003 года по 2019 годы проводилась перешивка колеи Сахалинской дороги: с ширины 1067 мм на ширину 1520 мм. При этом производилась полная реконструкция путевого хозяйства, включая строительство новых мостов и водоотводных сооружений, спрямление пути, перепроходка с увеличением площади поперечного сечения и укрепление тоннелей, при этом некоторые из них срывались и сооружались необходимые насыпи и выемки. Чтобы сохранить возможность постоянно использовать пути, на дороге уложена трёхниточная рельсошпальная решётка с расстоянием 1520 и 1067 мм от крайнего рельса до соответственно другого крайнего и среднего рельса, что видно на фотографии справа. При этом сначала укладывался трёхниточный путь, а позднее железнодорожники стали укладывать две нитки колеи 1067 мм на специальные железобетонные шпалы, позволяющие переукладку одной нити на колею 1520 мм.
Всего с 2003 года, когда началось переустройство дороги, до 2014 года построены 59 мостов и 80 водопроводных труб, обходы двух тоннелей — 22-го и 23-го, а также опасного участка земляного полотна на 118—120 км, где постоянно «плыл» грунт. Кроме того, был реконструирован под новый габарит самый длинный тоннель № 21 в районе станции Томари.
Перешивка почти всей колеи на 1520 мм была завершена 30 августа 2019 года. На начало сентября 2019 года на широкую колею переведено 670 км островной дороги, проложено 120 км новых путей, установлено 240 стрелочных переходов. Летом 2020 года перешит участок Холмск — Шахты на западном побережье острова. Последняя линия на 1067 мм Холмск — Николайчук действовала до 30 сентября 2020 и была перешита. Также был перешит участок Николайчук — Чертов мост, по которому с 1 мая 2021 года открыто движение по выходным и праздничным дням. В результате отказа от перешивки были закрыты ветка Сокол — Быков и участок Дальнее — Новодеревенская.

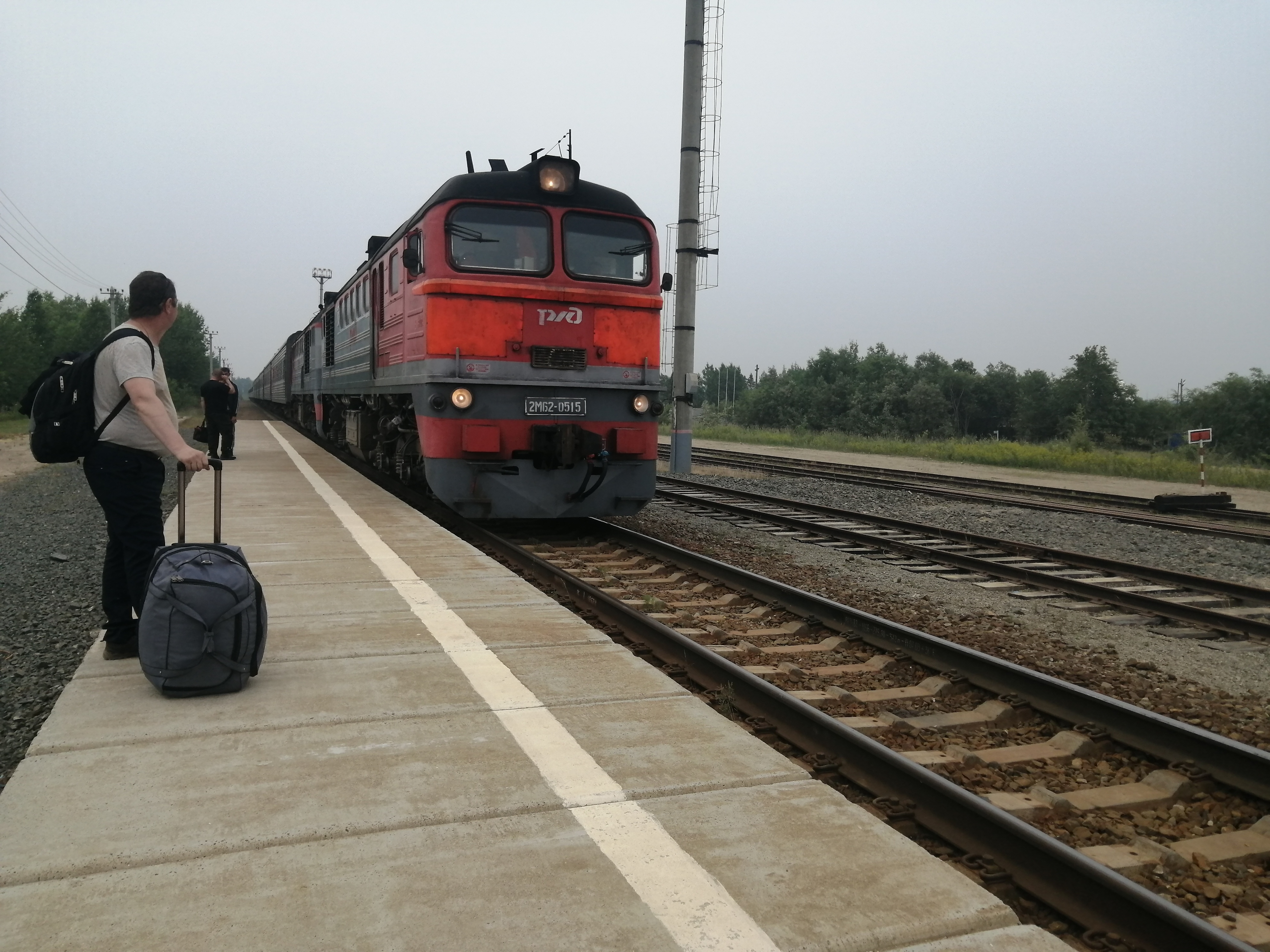
Пассажирский поезд «Ноглики ― Южно-Сахалинск» на станции Ныш

Кроме работ по перешивке пути, также потребовалась замена тягового подвижного состава дороги. Специальные локомотивы, способные работать как на колее 1067 мм, так и, после переоборудования, на колее 1520 мм, стали закупаться для Сахалинского региона ДВЖД с 2014 года.
В ноябре 2019 года открыт ведомственный подъездной путь от станции Ильинское на север к новой ГРЭС-2 длинной 6-7 километров.
В постсоветские годы были закрыты следующие линии:
- 1993 — Долинск — Стародубское (полностью демонтирована к середине 2000-х), Дачное — Анива (демонтирована к 1995 году)
- 1994—1995 — Южно-Сахалинск — Холмск. Закрытая ввиду нерентабельности соединительная линия между станциями Южно-Сахалинск и Холмск-Сортировочный, построена японскими специалистами. Сквозное сообщение было открыто в 1928 году. Протяжённость — 83 км. Построены 35 мостов и 15 тоннелей[46]. На линии было около 10 станций. Этот участок считался красивейшим во всем СССР, включал знаменитую железнодорожную петлю и «Чёртов мост». После закрытия ветки линия была полностью разобрана и разграблена, остались действующими только два небольших отрезка (для «дачных поездов») Южно-Сахалинск — Новодеревенская и Холмск-Сортировочный — «Чёртов мост». Приказ Министерства путей сообщения РФ об окончательном закрытии движения Николайчук — Новодеревенская датирован 4 сентября 1996 года, демонтирована к 1998 году, на участке Николайчук — Чёртов мост рельсы лежат и используются для туристических поездок). В 2019 году ООО «Роза Хутор» — оператор одноимённого горнолыжного курорта в Сочи — решило взяться за организацию на ветке Южно-Сахалинск — Холмск туристического маршрута, известного как «Сахалин-Экспресс», с соответствующим восстановлением инфраструктуры. Согласно оценке компании, по аналогии с маршрутами Glacier Express в Швейцарии или Skyway на Аляске, он может стать востребованным брендом[46].
- 1995 — Узкоколейная железная дорога Поронайск — Тихменево (рельсы демонтированы и проданы на металлолом).
- 2004 — Новоалександровка — Синегорск (пассажирское сообщение прекращено 1 сентября 1997 года, по состоянию на октябрь 2021 года линия разобрана и заросла молодыми деревьями. Участок от Новоалександровки до села Ключи оставался на колее 1067 мм до конца 2022 года и использовался как склад рельсошпальной решетки японской колеи, свезенной со всего Сахалина в связи с перешивкой островной дороги на всероссийский стандарт. Во второй половине 2022 года остатки рельсошпальной решетки были вывезены, а участок до конца разобран.
- 2004—2005 — Полностью разобрана ведомственная ужд Углегорского ЦБЗ, депо УЦБЗ вместе со всем подвижным составом (часть единиц попали в депо ужд ШПТУ), а также на Узкоколейной железной дороге Шахтёрского погрузочно-транспортного управления разобран участок Узловая — Углегорск.
- 2006 — Оха — Ноглики; рельсы демонтированы и проданы на металлолом. К 2007 году ликвидирована вся дорога, часть подвижного состава перевезена в Южно-Сахалинский железнодорожный музей.
- 2009 — Ведомственная линия Горнозаводск — Шебунино.
- 2015 — Узкоколейная железная дорога Поронайск — Трудовое (рельсы демонтированы и проданы на металлолом).
- 2016 — Вахрушев — Вахрушев-Угольный — путь не используется для движения подвижного состава, путь обильно зарос травой, светофорная сигнализация отключена и не обслуживается.
- 2016 — Прекращено движение по линии Победино — Первомайское.
- 2016 — Шахта-Сахалинская — 8-й километр участка Шахта-Сахалинская — Ильинск. Путь, однако, непригоден для движения, светофорная сигнализация демонтирована.
- 2017—2018 в связи с закрытием и ликвидацией шахты «Ударновская» в 2017 году, Узкоколейная железная дорога Шахтёрского погрузочно-транспортного управления полностью ликвидирована, а пути разобраны. Рельсы и весь подвижный состав, включая локомотивы, полностью порезаны и сданы в металлолом. Жд тоннель, построенный японцами в сопках, соединяющий порт «Шахтёрский» и шахту «Ударновскую», тоже разграблен и заброшен.
- 2019 — Сокол — Быков. Закрыт в связи с отказом со стороны РЖД проводить работы по перешивке этой тупиковой ветки[47].
- 2019 — Дальнее — Новодеревенская. Закрыт в связи с отказом РЖД от перешивки на колею 1520 мм. Движение дизель-поездов по маршруту Дальнее — Корсаков.

### Проект железнодорожного моста на материк
С 2001 года в России рассматривается проект транспортного перехода через пролив Невельского, включающего железнодорожный мост от мыса Лазарева на материке к мысу Погиби на Сахалине. Проект предусматривает прокладку рельсов от железнодорожной станции Селихин, расположенной на Байкало-Амурской магистрали в районе города Комсомольск-на-Амуре, до станции Ныш на острове Сахалин. Общая протяжённость железнодорожной линии — 585 км. Реализовывать проект строительства моста на Сахалин РЖД намерено после 2025 года, когда Транссиб выберет всю пропускную способность и понадобится достраивать дополнительную ветку, чтобы проехать на Владивосток, Находку и далее.

## Подвижной состав

### Исторический
В советское время продолжилось использование японских локомотивов и поездов, которые СССР впоследствии закупал дополнительно. Последние из них доработали до 2019 года.
Часть подвижного состава, эксплуатируемого на острове, имела японское происхождение — ранее эксплуатировавшиеся японские паровозы и дизель-поезда Киха58 и Д2. Грузовые вагоны те же самые, что и на РЖД, но с тележками колеи 1067 мм. До 2000-х годов эксплуатировались пассажирские вагоны японского производства (использовались в основном как прицепные в дизель-поездах Киха58, А1, (соответствующего габарита), а также в японских восстановительных поездах, построенных в 1940-е годы во время японской оккупации острова); пассажирские вагоны российского ширококолейного габарита практически не использовались, использовались только старые советские узкоколейные вагоны постройки 1960—1970-х годов: общие, почтово-багажные и вагоны-рестораны (производство — Усть-Катавский вагоностроительный завод имени С. М. Кирова), купейные и плацкартные (Мытищинский машиностроительный завод). В 1970-х поступали пассажирские вагоны производства Tokyu Car Corporation.
В 1958—1960 годах в депо Южно-Сахалинск были восстановлены 8 довоенных японских автомотрис. Их кузова использовались как подсобные помещения, но работники депо нашли недостающее оборудование и отремонтировали их. Они были 3 различных типов, и получили обозначения 20, 21, 22. Они работали до конца 1980-х годов. В 1961 году в Японии было построено 8 дизель-поездов серии А1, которые проработали около 10 лет.
С 1960-х до перешивки основными локомотивами были заказанные на Людиновском тепловозостроительным заводе специально для условий Сахалина двухсекционные тепловозы ТГ16 и маневровые тепловозы ТГМ7. На соединённых с сетью промышленных путях использовались так же тепловозы ТУ7 с автосцепкой. Из-за влажного морского климата использовались только тепловозы с гидропередачей. Специально для Сахалинской железной дороги Людиновским тепловозостроительным заводом в 1990-х строились тепловозы с гидропередачей ТГМ11 и ТГ22, а с 2014 по 2016 год — ТГ16М. Лишь с начала 2000-х годов японские и старые советские пассажирские вагоны стали массово заменяться вагонами производства Тверского вагоностроительного завода.

### Действующий
В 2019 году в ходе перешивки капской колеи на русскую начала производиться массовая замена тягового подвижного состава на подвижной состав колеи 1520 мм. В качестве магистральных тепловозов стали использоваться тепловозы 2М62 и 2М62У, переданные с других железных дорог. C 2019 года на Сахалин поставляются новые дизель-поезда (рельсовые автобусы) РА3 «Орлан» и маневровые тепловозы ТЭМ18ДМ.

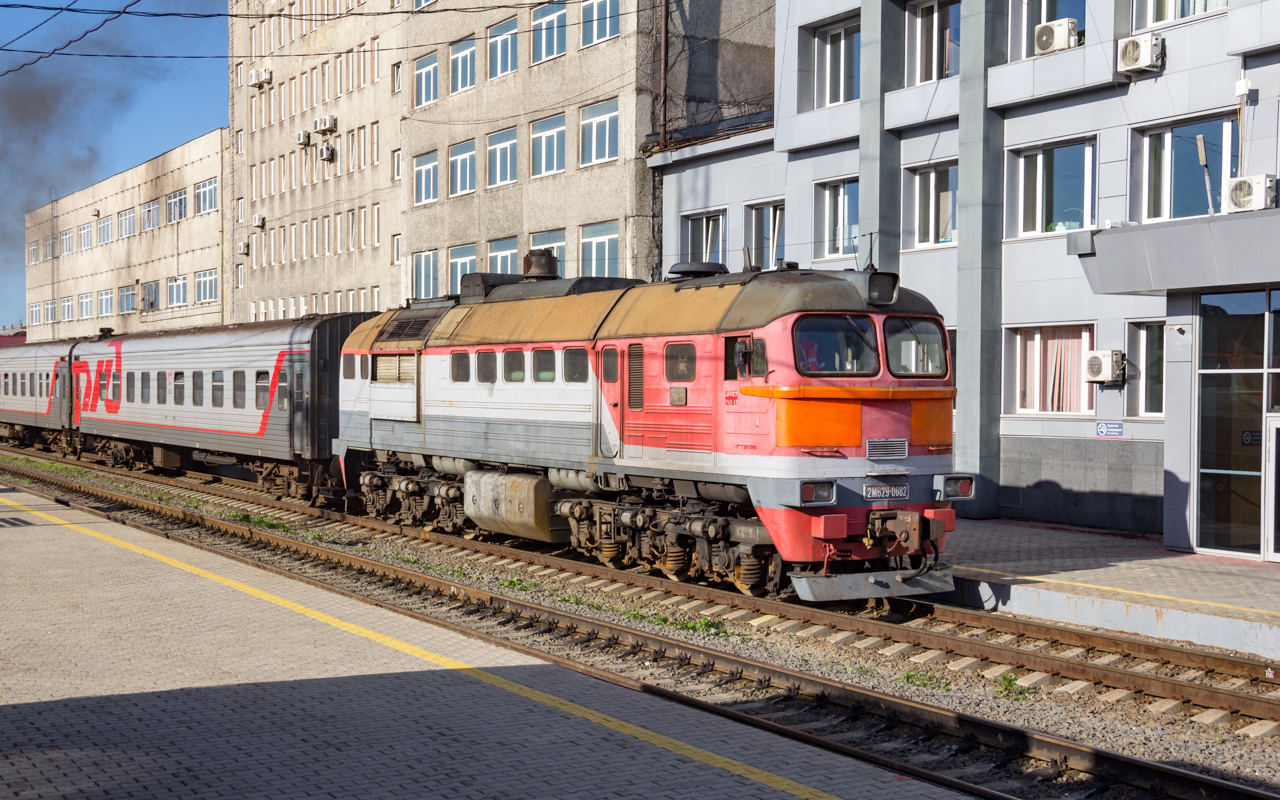
Секция тепловоза 2М62У с пассажирским поездом в Южно-Сахалинске
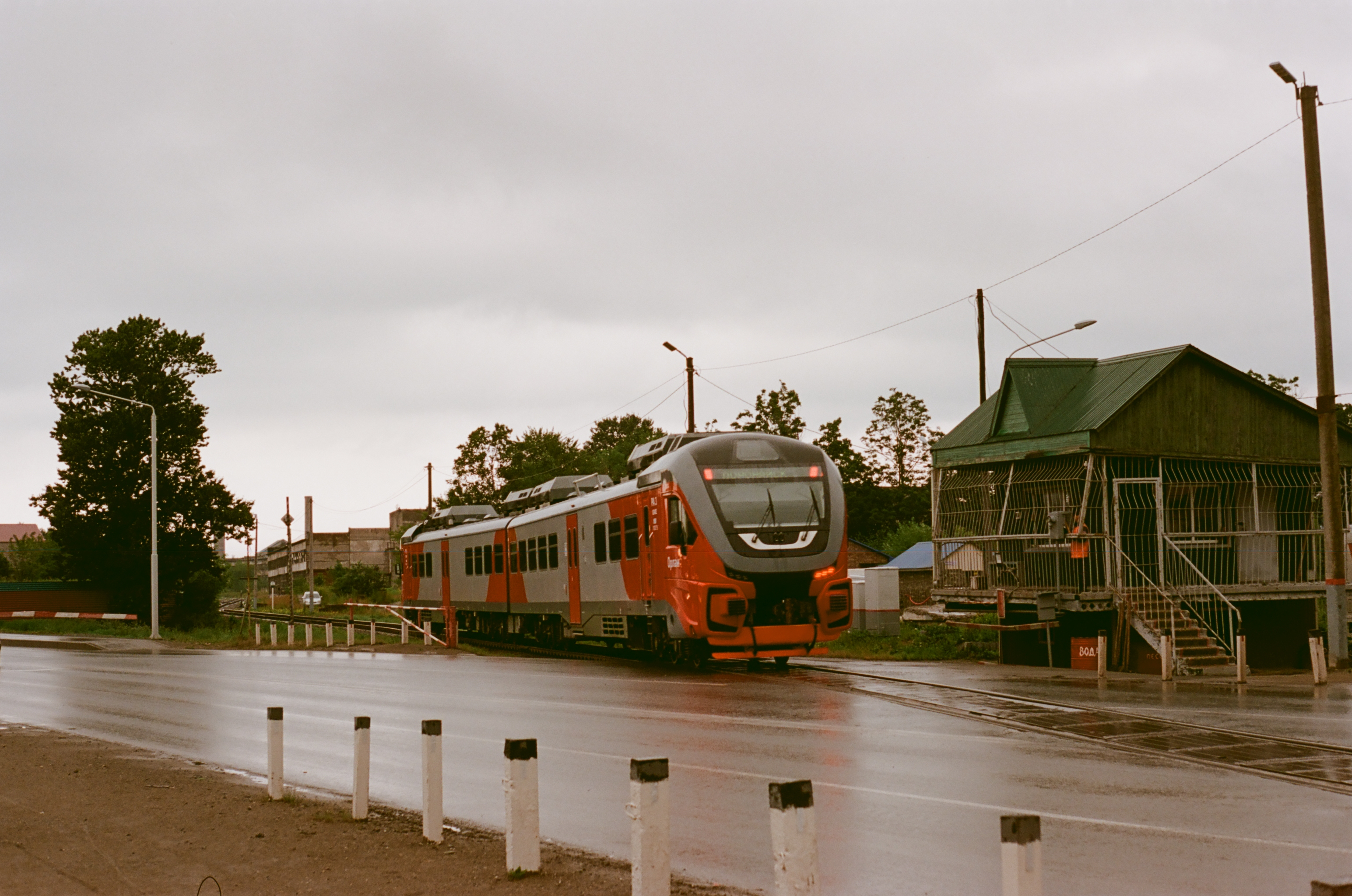
Рельсовый автобус РА3 «Орлан» в Южно-Сахалинске

## Структура
Территориальное отделение ДВЖД на Сахалине разделяется на три линии: Корсаков-Ноглики, Шахта-Ильинск, Ильинск-Арсентьевка, включает пригородные маршруты, в его составе 34 станции. Территориальное управление с ноября 2019 года возглавляет Алексей Ромашин.

### Восточный ход Корсаков — Ноглики
Корсаков — Ноглики — самая протяжённая (около 653 км) линия Сахалинского региона ДВЖД. Проходит вдоль Анивского залива до Дачного, затем уходит вглубь острова до станции Советское. Далее выходит к побережью Охотского моря до Поронайска и после Поронайска дорога снова уходит вглубь острова, вплоть до станции Ноглики. От Корсакова и до Победино дорога построена японцами, а в 1979 году советские строители закончили строительство перегона Победино — Ноглики. Практически по всей линии осуществляется движение пассажирских поездов.

### Западный ход Шахта-Сахалинская — Ильинск
Шахта-Сахалинская — Ильинск — вторая по протяжённости линия, её длина составляет 189 км (ранее была несколько длиннее, если учитывать разобранную ветку на Шебунино). Первые линии были запущены в 1920 году от станции Холмск-Южный до Невельска. Дорога проходит вдоль западного побережья Сахалина, лишь в некоторых местах уходит вглубь острова. Пассажирское сообщение существует на участках Холмск-Сортировочный — Ильинск и Холмск-Сортировочный — Николайчук (перегон Южно-Сахалинск — Холмск). Линия Холмск-Сортировочный — Шахта-Сахалинская переведена в разряд подъездного пути. В 2010-х движение было на несколько километров южнее Холмска до площадки, где грузили уголь. Сама шахта у конечной станции закрыта.
- На Викискладе есть медиафайлы по теме закрытая линия Невельск - Шахта-Сахалинская

### Перегон Ильинск — Арсентьевка
Ильинск — Арсентьевка — относительно новый участок, соединивший западную и восточную линию Сахалинской железной дороги, протяжённостью 29 км. Введён в эксплуатацию в 1971 году.
После введения в строй взял на себя все грузовые составы из Холмска.

### Остальные линии

#### Победино—Первомайское(Железная дорога Победино — Первомайское)

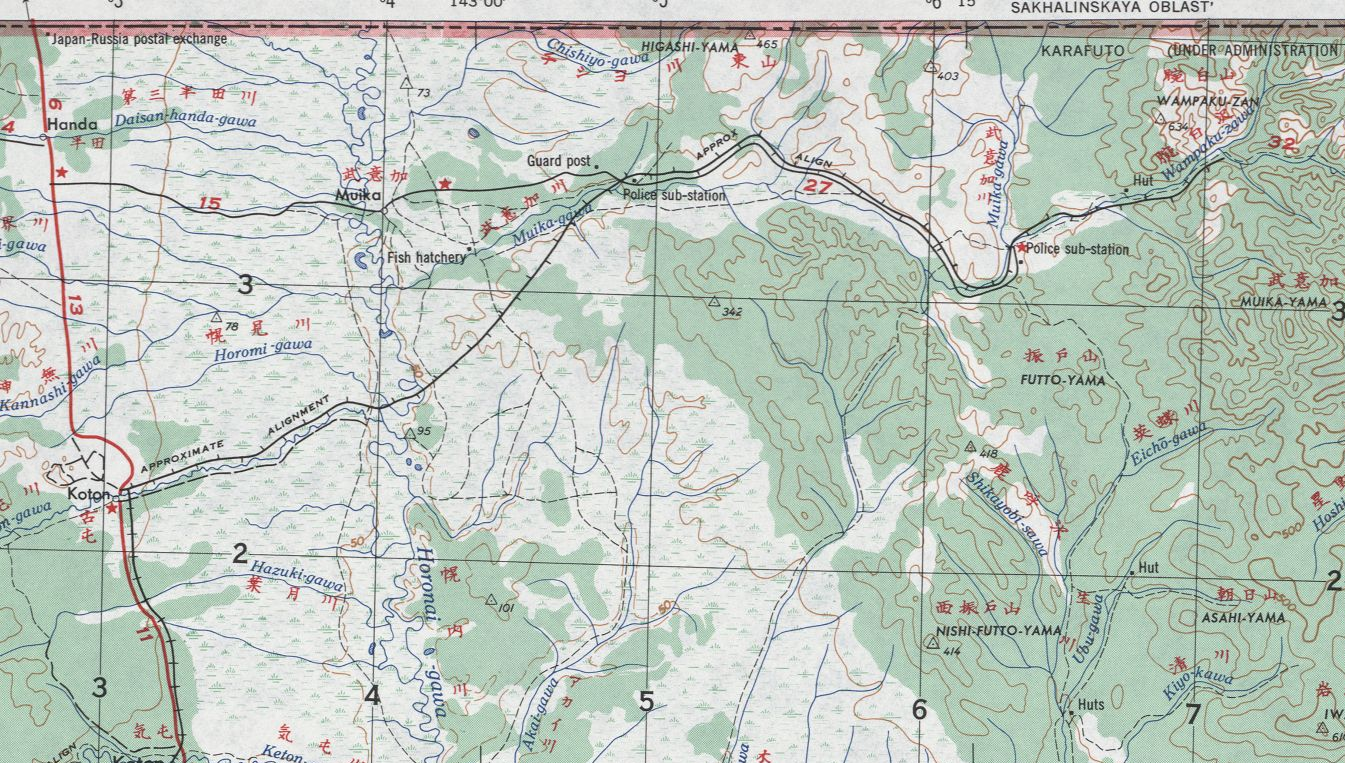

Является ведомственной линией протяжённостью 45 км. К линиям Сахалинского региона ДВЖД не относится, хотя имеет общую колею. Используется для перевозки нефтепродуктов из Первомайского. Построена до 1945 года, перешита на колею 1067 мм в 1991 году, разобрана в 2014 году.

#### Сокол—Быков

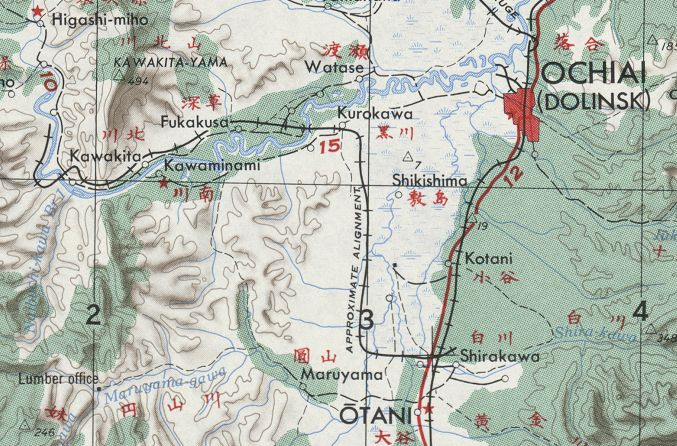

Малодеятельная ветка протяжённостью 23 км. Использовалась в основном для пассажирского сообщения (поезд Южно-Сахалинск — Быков). Построена ещё японцами для вывоза угля из шахты в с. Быков. В 2019 году закрыта в связи с отказом ОАО «РЖД» от перешивки ветки на колею 1520 мм.

#### Новоалександровка—Синегорск

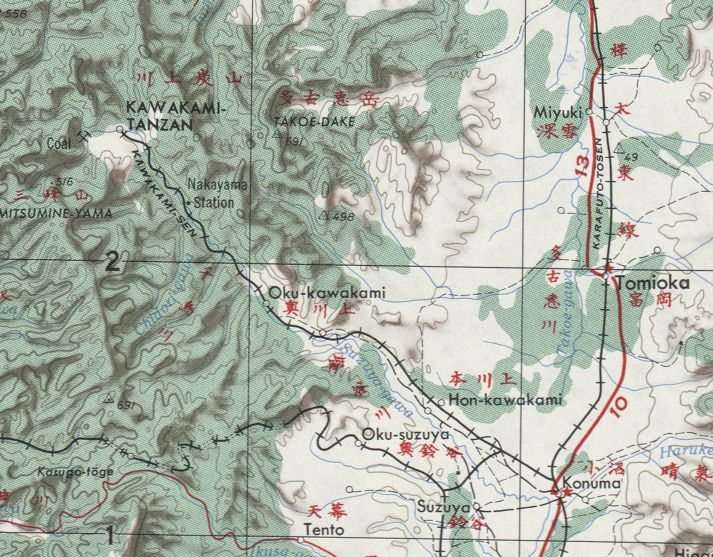

Построена в 1914 году (продлена до Синегорска в 1922 году). Протяжённость — 22 км. Промышленная ветка для вывоза угля от угольной шахты «Синегорская». Пассажирское сообщение существовало до 1998 года. В связи с закрытием в 2004 году шахты линия оказалась невостребованной и была законсервирована. По состоянию на осень 2013 года линия разбирается; в 2019 году начальный отрезок линии восстанавливался на несколько месяцев для удобства складирования старой рельсошпальной решётки.

#### Дачное—Анива

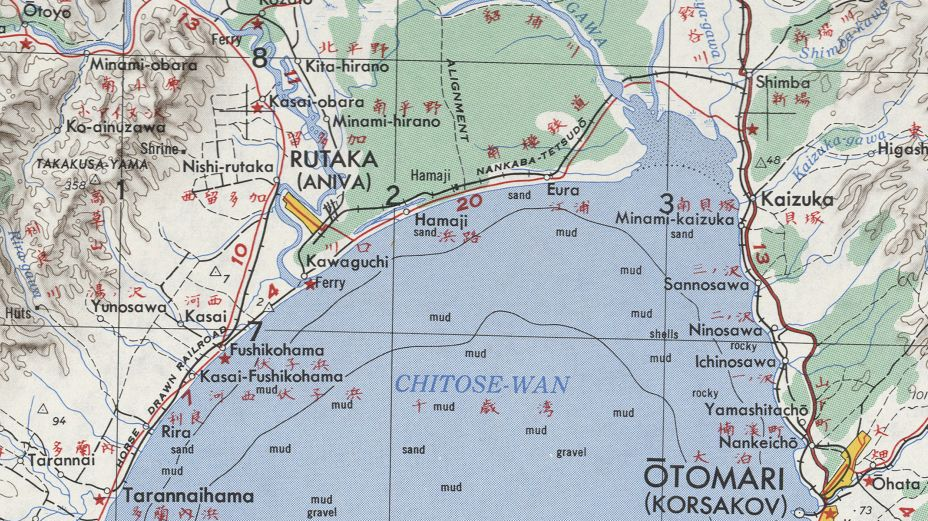

Построена в 1926 году, протяжённость — 19 км. В Советское время по линии осуществлялось пассажирское сообщение от Южно-Сахалинска. Ликвидирована в 1995 году.

#### Долинск—Стародубское

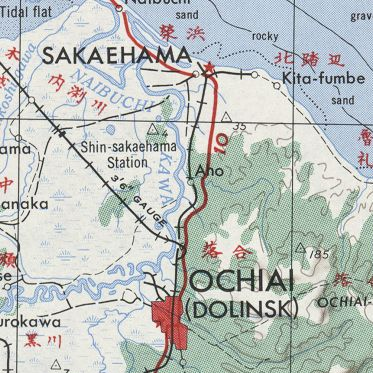

Построена в 1911 году, протяжённость — 11 км. До 1991 года имелось пассажирское сообщение. Ликвидирована в 1995 году.

#### Сахалинская ГРЭС — Вахрушев-Угольный
Ветка в Вахрушев была открыта в 1939 для вывоза угля. В 1960-е на восточном конце ветки открыта электростанция. В 2010-е шахта на западном конце ветки закрыта, на фотографиях 2016 года линия была без движения, в 2019 закрыта электростанция — вместо неё построили новую ГРЭС-2 на западном берегу Сахалина. На электростанции был тепловоз ТУ7 и электротолкатель. 
- На Викискладе есть медиафайлы по теме Линия на Вахрушев-Угольный

#### Арково-Берег — Арково-Рудник — Дербинское (Тымовск)
Военно-полевая УЖД построена в 1942—1944 на советской части Сахалина. УЖД закрыта в начале 1960-х, а главный ход в Тымовск пришёл с юга в 1975.

### Прочие подразделения

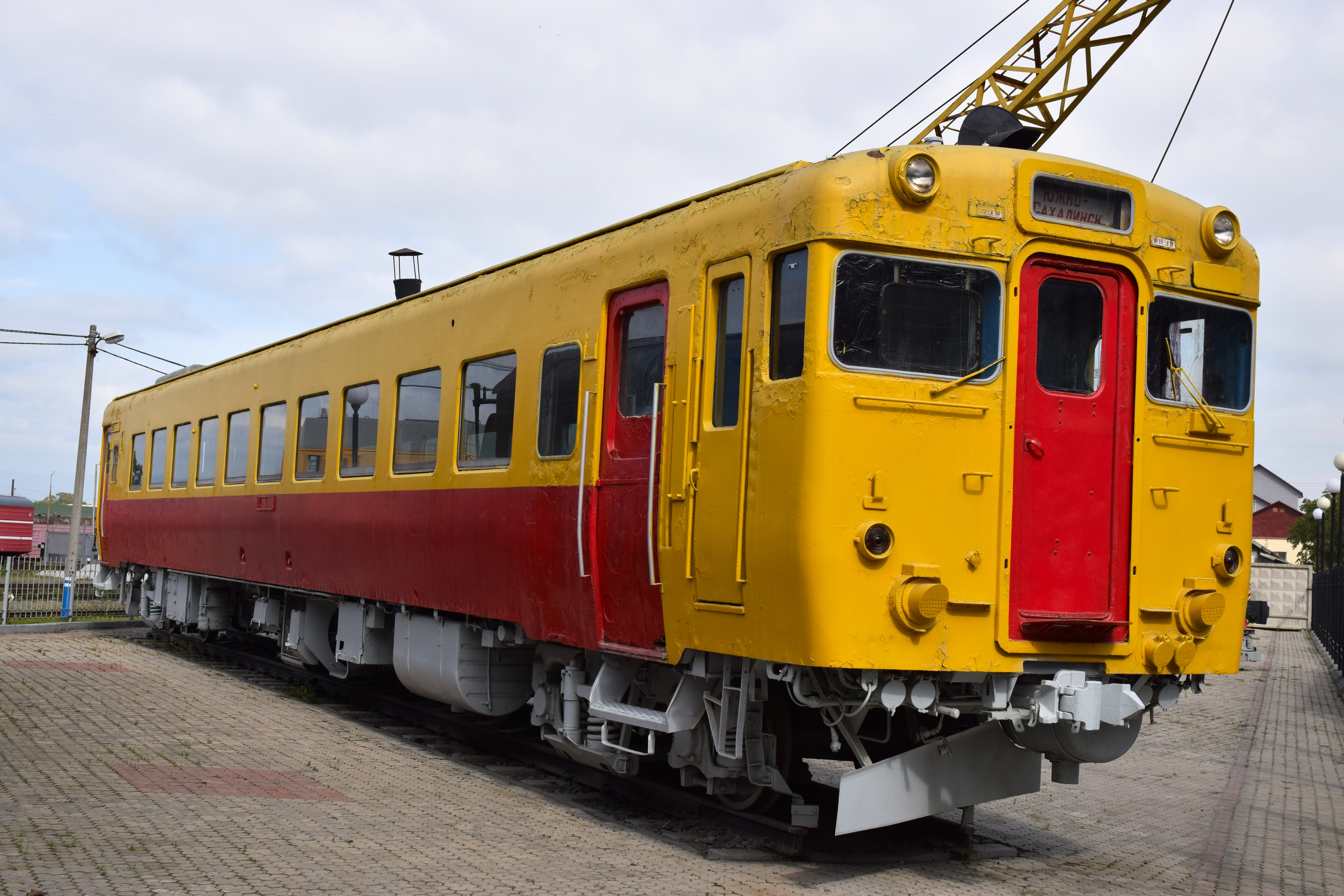
Киха-58 в музее

На дороге имеется музей железнодорожной техники (расположен у вокзала в Южно-Сахалинске), с экспонатами, не имеющими аналогов в других музеях. В экспозиции имеются двухосные японские платформы, японский же снегоочиститель «Вадзима», двадцатипятитонная цистерна постройки 1954 года, шнекороторный снегоочиститель на базе секции тепловоза ТГ16, японский паровоз серии D-51 1948 года постройки.
В составе дороги есть особое подразделение — Южно-Сахалинская детская железная дорога, персонал которой частично состоит из детей.

## Пассажирские поезда
На Сахалинской железной дороге в 2023 году действует один ночной поезд Южно-Сахалинск — Ноглики и несколько маршрутов пригородных поездов

## Известные руководители
- Михаил Иванович Олонов (1949 ― 1953)
- Георгий Мефодьевич Пономарев (1953—1957)
- Василий Семенович Клоков (1957 ― 1968)[25]
- Михаил Михайлович Заиченко (2002—2005)

## В культуре и искусстве

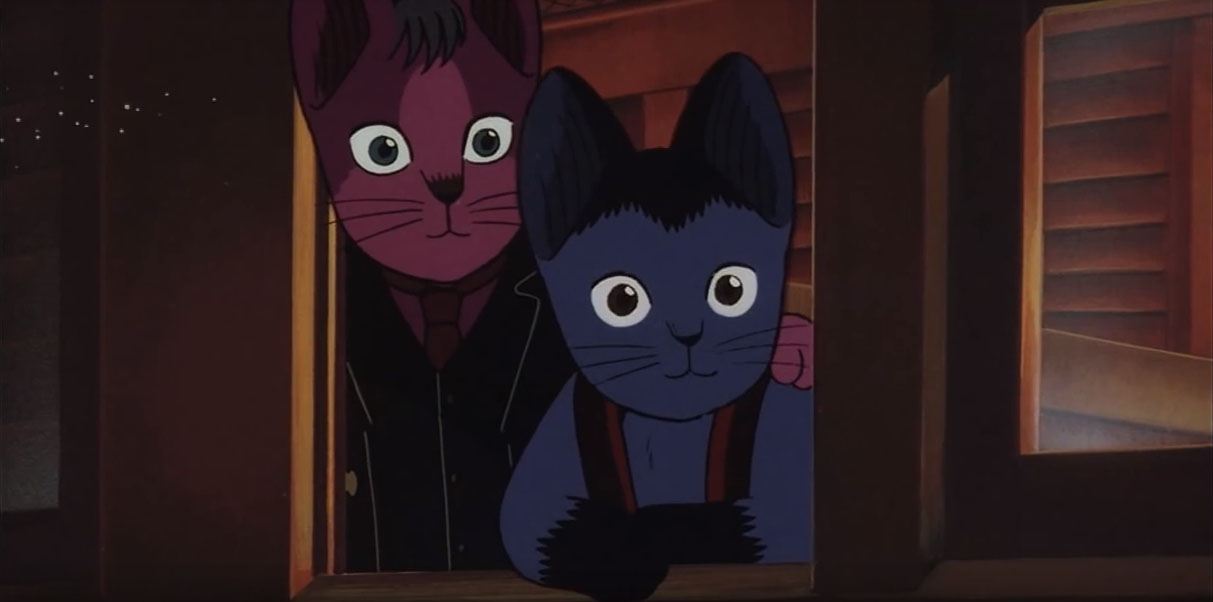
«Ночь на Галактической железной дороге», аниме 1985 года, главные герои которого изображены в виде кошек.

Карафутская железная дорога (ныне Сахалинская железная дорога) известна тем, что летом 1923 года по ней совершил поездку известный японский писатель Кэндзи Миядзава. Его младшая сестра Тоси Миядзава умерла от туберкулёза 27 ноября 1922 года в возрасте 24 лет, и писатель отправился на поиски её души, поскольку был убеждён, что душа сестры отправилась на север. Во время своего путешествия он переправился из Хоккайдо на Южный Сахалин и затем двигался по железной дороге с юга на север до станции Сакаэхама (ныне закрытая станция Стародубское) в селе Сакаэхама (Стародубское), которая в то время была самой северной железнодорожной станцией Японии. Как считается, именно поездка по Карафутской железной дороге и посещение станции Сакаэхама вдохновила писателя на написание стихотворения на смерть сестры Тоси «Охотская элегия» (オホーツク挽歌), на создание первых набросков литературного сборника «Весна и Асура» (春と修羅, Хару то Сюра) и на начало работы над своим знаменитым произведением о смерти, повестью-аллегорией «Ночь на галактической железной дороге» (銀河鉄道の夜, Гинга-тэцудо:-но ёру), в 1983 году вышла манга-адаптация романа, а в 1985 году — полнометражный аниме-фильм «Ночь на Галактической железной дороге», который в 1986 году был удостоен Приза имени Нобуро Офудзи.